# 高日罕镇
高日罕镇，是中华人民共和国内蒙古自治区锡林郭勒盟西乌珠穆沁旗下辖的一个乡镇级行政单位。

## 行政区划
高日罕镇下辖以下地区：
格日勒图嘎查、宝日宝拉格嘎查、图拉嘎嘎查、巴彦德勒嘎查、翁根嘎查、巴彦海拉斯台嘎查、宝日胡舒嘎查、呼德淖尔嘎查、敖伦套海嘎查和敖伦套海。